# Rezni alat
Rezni alat je alat kojim ručno ili na stroju obrađujemo materijal rezanjem. Rezni alati mogu biti:
- alati za sječenje koji u izravnom dodiru razdvajaju materijal sječenjem pomoću oštrice u obliku klina, bez odvajanja čestica (na primjer: noževi na škarama, žigovi i matrice štanci);
- alati za odvajanje u izravnom dodiru režu materijal odvajanjem čestica pomoću oštrice u obliku klina (na primjer: tokarski nož, glodalo, svrdlo);
- alati za odnošenje bez izravnog dodira i rezne oštrice obrađuju materijal odnošenjem čestica korištenjem energije (na primjer:elektroda za elektroerozionu obradu).[1]

Oštrica reznog alata za vrijeme obrade razara međusobnu povezanost čestica materijala, te je izložena mehaničkom, toplinskom i kemijskom djelovanju, odnosno trošenju. Postojanost i vijek trajanja oštrice ovisi o materijalu alata i obratka, režimu rada, a posebno o brzini rezanja. Dijelovi reznog alata su: rezni dio koji osigurava proces obrade (klin) i držalo koje služi za prihvat na alatni stroj i prijenos sila rezanja.

## Kutovi na reznom alatu
Kutovi na reznom alatu određuju položaj rezne oštrice, odnosno položaj prednje i stražnje površine reznog dijela alata. Označavanje kutova je grčkim slovima:
- γ – prednji ili grudni kut; između prednje površine alata i osnovne ravnine; pri većem kutu povoljnije odvođenje čestica, ali slabija oštrica; veličina grudnog kuta uvjetuje nastanak i vrstu strugotine;
- β – kut klina; između prednje i stražnje površine; pri manjem kutu lakše prodiranje u materijal, ali istovremeno slabija oštrica;
- α – stražnji ili leđni kut; između stražnje površine alata i obrađene površine (tangenta); uvijek veći od nule da se smanji trenje. Za kutove na reznom alatu vrijedi: α + β + γ = 90º.
- δ – kut rezanja je zbroj kuta klina i leđnog kuta;
- ε – vršni kut; između glavne i pomoćne oštrice; uvijek se mjeri na prednjoj površini alata;
- κ – kut namještanja glavne oštrice; između glavne oštrice i površine obratka u smjeru obrade;
- λ – kut nagiba oštrice ili kut odvođenja strugotine.[3]

### Kut klina
Kut klina β je kut koji zatvaraju leđna i grudna površina alata. Kut klina zavisi o materijalu koji se obrađuje i postupku obrade. Ako je manji kut klina, pri normalnom leđnom kutu, za prodiranje reznog alata je potrebna manja sila. Kut klina može biti utoliko manji, ako je materijal predmeta mekši. Ako je kut klina previše mali dolazi do loma materijala oštrice alata. Podaci o veličini kuta klina mogu se naći u odgovarajućim tablicama, a za pojedini postupak obrade. 

### Leđni kut
Leđni kut α je kut između leđne površine reznog alata i obrađene površine predmeta obrade. Ako bi on iznosio 0˚, leđna površina reznog alata dirala bi obrađenu površinu predmeta obrade, što bi dovodilo do velikog trenja, a time i zagrijavanja oštrice alata koja bi izgubila svoju tvrdoću i trajnost. Veličina leđnog kuta mora osigurati slobodno rezanje alata. Kod obrade tvrdih materijala pojava trenja je manja, pa se za njih uzimaju manji leđni kutovi, a veći kutovi klina.

## Materijali za izradu reznog dijela alata
Osnovni zahtjevi reznog dijela alata za rad u hladnom stanju (do 200 ºC) su otpornost na trošenje, udarce, koroziju, te deformaciju pri kaljenju i radu, a kod alata za rad u toplom stanju (iznad 200 ºC) su otpornost na trošenje, udarce, koroziju, popuštanje pri povišenoj temperature (puzanje), te promjenu mjera i oblika. Vrste materijala za rezne alate su:
- ugljični alatni čelici s 0,5 - 1,5% ugljika; temperaturna izdržljivost do 150 º C; brzina rezanja do 25 m/min; kale se u vodi; osjetljivi na udarce i promjenu dimenzija; npr: Č. 1940, Č. 1941 za narezna svrdla, razvrtala, žigove štanci;
- legirani alatni čelici: namjerno dodani kemijski elementi radi povećanja reznih svojstava; toplinska izdržljivost do 300 ºC; brzine rezanja do 40 m/min:

- Č. 6840, Č. 6441, Č. 6850 ili tkz. srebrnasti čelik; nešto žilaviji i ne puca pri kaljenju, za manje brzine rezanja, koriste se za ureznice i nareznice, noževe za drvo, papir;
- Č. 3840, Č. 6440 ili tkz. merilo; dodani Mn-V ili Mn-Cr-W, kale se u ulju, velika tvrdoća i minimalna deformacija; koriste se pretežno za mjerne instrumente, ali i za narezni alat, noževi škara, zavojna svrdla, složene matrice štanci;
- Č. 6443, Č. 6444 ili tkz. osikro; dodani W-Cr-Si zbog povećanja žilavosti; ovisno o postupku popuštanja, namijenjeni za rad u toplom ili hladnom stanju;  koriste se za pneumatski alat, sjekači, strojni noževi;
- Č. 4141, Č. 4143 ili tkz. OCR; dodani Cr, Mn i V, za udarne alate i štance zbog povećane otpornosti na trošenje;  koriste se za zavojna svrdla, svrdla za staklo, noževi za mramor, tvrde turpije;
- Č. 4150, Č. 4650 ili tkz. OCR12; najpoznatiji čelik za rad u hladnom stanju, visoki sadržaj kroma do 12% i ugljika do 2%;  koriste se za žigove i matrice štanci, igle za provlačenje;
- Č. 4173, Č. 4770 ili tkz. prokron; s 14% kroma, otporan na kemijske utjecaje i koroziju;  koriste se za rezni alati u prehrambenoj industriji.
- Č. 4751, Č. 5741 ili tkz. utop; za rad u toplom stanju, do 5% kroma; s ugljikom, volframom, vanadijem i molibdenom osigurava postojanost na povišenoj temperature;  koriste se za kalupe za tlačno lijevanje i kovanje metala, ali i za rezne alate;

- brzorezni čelici: ili tkz. BRC, BRW, BRMo; visoka tvrdoća i postojanost pri povišenim temperaturama do 600 ºC i brzine rezanja do 80 m/min; prema postotku volframa, kao npr: Č. 6880 (BRW) s 18% W; najstariji i najpoznatiji za opću upotrebu je Č. 6981 (BRC-2) s 12% W koji se koristi za preciznu i finu obradu; Č. 9780 (BRCMo) s 6,5% W – univerzalni, posebno za grubu obradu;
- tvrdi metal: sinteriran od tvrdih metalnih karbida (volframov karbid, titanijev karbid) i kobalta kao veziva, za brzine do 500 m/min i temperature do 1000 ºC; pločice za obradu preoblikovanjem (G) i odvajanjem (P, M, K);
- prevučeni tvrdi metali: titanijev nitrid, Al2O3, TiCN;
- keramika: oksidna na bazi Al2O3, nitridna Si3Ni4;
- CBN ili kubni nitrid bora.[5]

## Trošenje reznog alata
Trošenje alata je postupak promjene (smanjenja) reznih svojstava alata, a istrošenost alata je pokazatelj njegove raspoloživosti. Treba razlikovati:
- uzroke trošenja (mehanička, toplinska i kemijska naprezanja);
- mehanizme trošenja:
  - mehanizmi koji su posljedica mehaničkih naprezanja (abrazija i adhezija), koji su prisutni uvijek, a dominiraju kod nižih temperatura obrade;
  - mehanizmi koji su posljedica kemijskog djelovanja između alata, obratka i okoline (oksidacija i difuzija), a karakteristični su za povišene temperature obrade;
- oblike trošenja (lom, krater, pojas istrošenja);
- parametre trošenja (VB, VBmax, KT);
- kriterije istrošenosti (određuju nepovoljnost, ne i nemogućnost alata za daljnju obradu).[6]